# Tigres del Marianao
Tigres del Marianao est un club cubain de baseball fondé en 1926 et dissous en 1961. Basé à La Havane (Marianao), il compte quatre titres de Champion de Cuba et deux Séries des Caraïbes.

## Palmarès
- Champion de Cuba (4) : 1922-23, 1936-37, 1956-57, 1957-58
- Série des Caraïbes (2) : 1957, 1958